# A. G. Cook
Александер Гай Кук (нар. 23 серпня 1990) — англійський музичний продюсер, співак, автор пісень, співзасновник і керівник британського лейблу PC Music, відомий як A. G. Cook. Перші сольні сингли Кук випустив у 2014 році. Співпрацював із виконавцями PC Music, такими як Ханна Даймонд, GFOTY, EASYFUN, Денні Л. Харле та felicita. Створив одноразовий проект QT разом із Sophie та виконавцем Хейденом Данхемом, спродюсувавши сингл 2014 року «Hey QT».
A. G. Cook став відомим як креативний директор Charli XCX і був виконавчим продюером її проєктів Angel 1, Pop 2, Charli і How I'm Feeling Now. A. G. Cook названий № 12 у Dazed 100 за «перевизначення стилю та молодіжної культури у 2015 році та далі». Випустив два альбоми, 7G і Apple, і отримав нагороду Variety «Hitmakers Innovator of the Year» у 2020 році.
З моменту заснування PC Music у серпні 2013 року лейбл представляв понад 20 виконавців, що випускають музику в схожому стилі, в якому посилюються тропи популярної попмузики 1990-х і 2000-х років. Цей стиль перебільшених поптропів став основою мікрожанру гіперпоп, розвиток і популяризацію якого приписують A. G. Cook.

## Ранні роки
Александер Гай Кук — син англійського архітектора сера Пітера Кука та ізраїльської архітекторки Яель Рейснер. Навчався в Голдсмітському університеті Лондона, де вивчав музику.
Саме в університеті він відновив зв'язок з Денні Л. Харле, з яким ходив до школи в підлітковому віці. Їх зблизили спільні музичні смаки та інтерес до комедійного дуету Тім і Ерік. Це переросло в музичний проєкт під назвою Dux Content.

## Кар'єра

### 2011—2013: Початок кар'єри
За відсутності вокаліста, Dux Content зосередився на музичних експериментах. Однією з їхніх ранніх робіт була збірка композицій для Disklavier, випущена разом зі Спенсером Ноублом і Тімом Філліпсом під назвою «Dux Consort».
A. G. Cook створив Gamsonite, «псевдолейбл», що збирав його ранні колаборації. Dux Content випустив пісні з дивним зображенням цифрових аватарів для рекламних робіт. Проект помітила продюсерка Sophie, яка пізніше працювала з групами PC Music.

### 2013—2015: Заснування PC Music
У серпні 2013 року A. G. Cook заснував PC Music з метою «записувати людей, які зазвичай не створюють музику, і ставитися до них так, ніби вони є великими виконавцями лейбла». У 2014 році A. G. Cook випустив «Keri Baby» як свій перший сольний сингл з вокалом Ханни Даймонд. Його наступний сингл «Beautiful» вийшов у червні. «Beautiful» — це євроданс з високим вокалом. Журнал Fact назвав її «де-факто гімном» PC Music, а пісня отримала ремікс від шотландського продюсера Rustie.
A. G. Cook працював із Sophie над створенням пісні для QT, попспівачки, яку зобразив американський перфоманс художник Хейден Данхем. Вона знайшла A. G. Cook в Інтернеті та захотіла використати пісню для реклами енергетичного напою QT. Їхня спільна робота «Hey QT» була випущена в серпні 2014 року на XL Recordings.
22 грудня 2014 року A. G. Cook випустив «What I Mean» зі свого міксу «Personal Computer Music» як сингл. Сингл був доступний для безкоштовного завантаження на каналі SoundCloud радіоведучої Енні Мак «Free Music Monday». Починаючи з приглушених діалогів, пісня містить роботизований вокал і семпл R&B виконавця Чакі Букера. Після обговорення співпраці над альбомом Charli XCX A. G. Cook випустив офіційний ремікс на її сингл «Doing It» за участю Ріти Ори.
Робота A. G. Cook отримала визнання в списках на кінець року за 2014 рік від Dummy, BuzzFeed, Dazed та Pitchfork.
У березні 2015 року PC Music вирушив у США, щоб продемонструвати всі 11 талантів його лейбла в Empire Garage в Остіні, штат Техас. Презентація отримала позитивні відгуки, The Guardian сказав, що «Увесь гучний набір A. G. Cook [показує], що це лейбл, який відмовляється обмежуватися визначеннями жанру чи гарного смаку». 8 травня 2015 року A. G. Cook виступив у складі концерту PC Music в BRIC House в Брукліні, Нью-Йорк, в рамках фестивалю Red Bull Music Academy.
«Superstar», п'ятий сингл A. G. Cook, випущений на PC Music 13 липня 2016 року.

### 2017—2020: Charli XCX, Jonsi та інші
У березні 2017 року був випущений мікстейп Charli XCX Number 1 Angel, в якому чільне місце займають A. G. Cook та інші, включаючи виконавців PC Music і пов'язаних з ним SOPHIE, Денні Л. Харле, Life Sim і EASYFUN, які створили проєкт EasyFX разом з A. G. Cook. Далі послідував мікстейп Pop 2, також за участю A. G. Cook та інших. Pitchfork Media поставила Pop 2 оцінку 8,4 з 10, назвавши його «баченням того, якою може бути попмузика» та «найкращою повноформатною роботою у кар'єрах як Charli XCX, так і PC Music».
У листопаді 2018 року A. G. Cook зробив внесок у другий студійний альбом Томмі Кеша ¥€$. Кук вважається продюсером п'яти треків на платівці, включаючи головний сингл «X-RAY», який він спродюсував разом з Денні Л. Харле.
A. G. Cook був оголошений співвиконавчим продюсером третього студійного альбому Charli XCX Charli, який вийшов 13 вересня 2019 року. Він спродюсував шість із семи синглів альбому, включаючи Gone, третій сингл з альбому, у якому беруть участь Christine and the Queens. Пісня отримала нагороду «Кращий новий трек» від Pitchfork і найкращу пісню тижня від Stereogum.
6 квітня 2020 року A. G. Cook і Бі Джей Бертон були оголошені співвиконавчими продюсерами карантинного альбому Charli XCX How I'm Feeling Now, який був написаний з відкритим вихідним кодом, і ділиться процесом виробництва в Інтернеті та використовує внесоки шанувальників.
A. G. Cook спродюсував пісню «Exhale» Jónsi, його першу сольну музику за десятиліття, випущену 23 квітня 2020 року. У липні 2020 року стало відомо, що він є виконавчим продюсером нового альбому Jónsi Shiver, який вийшов 2 жовтня 2020 року.

### 2020–дотепер: 7G й Apple
30 липня 2020 року A. G. Cook оголосив про майбутній студійний альбом 7G. 7 серпня 2020 року він провів віртуальний концерт за участю Керолайн Полачек, Thy Slaughter і GRRL під назвою 7 by 7 через Zoom. Альбом був випущений на PC Music 12 серпня, і містить 49 треків, розділених на сім дисків.
20 серпня 2020 року A. G. Cook анонсував ще один студійний альбом Apple. Оголошення супроводжувалося випуском синглу «Oh Yeah». Альбом випущений через PC Music 18 вересня 2020 року.
Напередодні випуску другого альбому Apple A. G. Cook провів ще один безкоштовний фестиваль у прямій трансляції у Zoom, Bandcamp і Twitch під назвою «Appleville». На фестивалі були представлені онлайн-виступи від 100 gecs, Аарона Картьє, Аляски Рейд, Amnesia Scanner, Astra King, Baseck, Charli XCX, Clairo, Danger Inc, Dorian Electra, Felicita, Fraxiom, Ханни Даймонд, Джиммі Едгара, Kero Kero Bonito, Namasenda, Ö, Oklou, Palmistry, Planet 1999 і Quiet Local. A. G. Cook описав цю подію як «пастирський відпочинок у затишку власного дому, на нескінченне зелене поле, де ви можете сидіти склавши руки та спостерігати, як деякі з ваших улюблених музикантів борються з обмеженнями часу та простору». VIP-квитки на пряму трансляцію продавалися на Bandcamp і включали доступ до вибраних записів з концерту. Усі кошти, виручені від продажу квитків, були передані організаціям Mermaids та Black Cultural Archives.
Після 5 років співпраці з Charli XCX у листопаді 2020 року пара була нагороджена премією «Hitmakers Innovator of the Year» від Variety.
У грудні 2020 року A. G. Cook взяв участь у проєкті LUCKYME Records 12 Alternative Futures Advent Calendar Project. Ремікс «Planet's Mad» від Baauer & A. G. Cook був випущений 10 грудня.
A. G. Cook співпрацював зі співачкою та авторкою пісень Хікару Утада, співпродюсером музичної пісні фільму «One Last Kiss», саундтреку до японського анімаційного науково-фантастичного фільму Evangelion: 3.0+1.0 Thrice Upon a Time. Пісня була випущена 9 березня 2021 року. Він також був співпродюсером іншої пісні з Утадою, яка називається Kimi ni Muchuu, і зробив ремікс на пісню Face My Fears для її альбому Bad Mode.
Починаючи з квітня 2021 року A. G. Cook почав випускати ремікси пісень зі своїх двох альбомів 2020 року. Пізніше оголосив, що вони будуть включені у 21-трековий спільний альбом реміксів під назвою Apple vs. 7G. Альбом був випущений 28 травня і містить ремікси від виконавців Easyfun і Ханна Даймонд, а також Керолайн Полачек, Charli XCX і No Rome.
У травні 2021 року A. G. Cook випустив реміксовану версію пісні No Rome «Spinning», за участю Charli XCX і The 1975.
У червні 2021 року організував і курував своє перше шоу в 4-х частинах на BBC Radio 6 у рамках серії  'Lose Yourself with…'.
A. G. Cook зробив внесок в альбом реміксів Леді Гаги Chromatica, зробивши ремікс на трек «911» разом із Charli XCX. Альбом був випущений у вересні 2021 року і містив ремікси від Dorian Electra та Ріни Саваями.
У жовтні 2021 року A. G. Cook у партнерстві з Apple Inc. випустив «OS», пісню, яка включає звуки продуктів Apple за останні 45 років. Його використовували як вступну музику для медіазаходу Apple того ж місяця.

## Артистичність
Стиль музики A. G. Cook посилює кліше попмузики 1990-х і 2000-х років. Він стежить за роботою «мега-продюсерів», таких як Макс Мартін, Джиммі Джем і Террі Льюїс. A. G. Cook посилається на альбом  Scritti Politti Cupid & Psyche 85 за його «свідоме рішення взяти попмузику та зробити її максимально блискучою та детальною». Він цитує корейську та японську попмузику як вплив, а також субкультуру г'яру.
A. G. Cook починає створювати треки, будуючи акорди та мелодії ноту за нотою. Він віддає перевагу звукам віртуальних інструментів і уникає звукового дизайну на початку процесу, надаючи своїй музиці невимушену простоту. Він експериментує з поєднанням дисонуючих звуків, і отримані в результаті щільні багатошарові аранжування знаходяться під впливом технік Black MIDI. Аранжування A. G. Cook натхненні механізованою музикою композитора Конлона Нанкэрроу. Співпрацюючи з іншими виконавцями, він готує розгорнуте демо, щоб вони могли відразу закінчити текст і записати вокал. A. G. Cook ретельно обробляє вокал, подрібнюючи його, щоб використовувати як ритмічний елемент на вершині мелодії.
На відміну від більшості виконавців на PC Music, A. G. Cook носить простий одяг. GFOTY жартома охарактеризував його стиль як нормкор.

## PC Music
PC Music заснована A. G. Cook у 2013 році. Лейбл відомий сюрреалістичним або перебільшеним поглядом на попмузику, яка часто містить жіночий вокал зі зміщеним тоном і яскравими синтетичними текстурами. До списку артистів лейблу входять Ханна Даймонд, Easyfun, Namasenda та Денні Л. Харле. Лейбл характеризують як такий, що охоплює естетику реклами, споживання та корпоративного брендингу. Його артисти часто представляють придумані образи, натхненні кіберкультурою. Лейбл викликав як похвалу, так і критику з боку журналістів і був названий «поляризуючим». У 2019 році Dazed назвав його одним із «найбільш хвилюючих звукозаписних лейблів 2010-х».  Останніми роками він був відзначений впливом на мейнстрім поп через продюсерську роботу PC Music для таких виконавців як Кім Петрас, Charli XCX і Jónsi.

## Дискографія

### Студійні альбоми
- 7G (2020)
- Apple (2020)

### Ремікс-альбоми
- Apple vs. 7G (2021)

### Мініальбоми
Nu Jack Swung (2013)
Airhorn (як DJ Lifeline) (2020)